# Erehof Nijemirdum
Erehof Nijemirdum is gelegen op de algemene begraafplaats van Nijemirdum in het zuiden van de Nederlandse provincie Friesland. De begraafplaats ligt rond een 16e-eeuwse kerktoren. Ten oosten van de toren liggen de graven van 9 luchtmachtmilitairen: 6 Engelsen en 3 van de Canadese luchtmacht. Twee zijn onbekend.
| Naam                    | Functie                      | Onderdeel                         | Sq     | Overleden  | Leeftijd |
| ----------------------- | ---------------------------- | --------------------------------- | ------ | ---------- | -------- |
| John Arthur Bailey      | Boordschutter                | Royal Canadian Air Force          | 426 Sq | 29-03-1943 | 23       |
| Raymond Boucher         | Radio-operator/boordschutter | Royal Air Force Volunteer Reserve | 78 Sq  | 08-11-1941 | 20       |
| Donald Cameron          | Sergeant                     | Royal Air Force Volunteer Reserve | 78 Sq  | 08-11-1941 | 29       |
| John Franklin Gubb      | Bommenrichter                | Royal Canadian Air Force          | 426 Sq | 29-03-1943 | 21       |
| George Marshall McCombe | Piloot                       | Royal Air Force Volunteer Reserve | 78 Sq  | 08-11-1941 | 25       |
| Richard Earl Todd       | Piloot                       | Royal Canadian Air Force          | 426 Sq | 29-03-1943 | 23       |
| Gilbert Terence Webb    | Waarnemer                    | Royal Air Force Volunteer Reserve | 78 Sq  | 08-11-1941 | 25       |
| Onbekend                | Sergeant                     | Air Force                         |        |            |          |
| Onbekend                |                              | Air Force                         |        |            |          |

## Geschiedenis
Op 8 november 1941 werd een Whitley-bommenwerper, de Z6948 van het 78e Squadron, aangevallen door een Duitse nachtjager, waardoor het eerste toestel neerstortte tussen Oudemirdum en Nijemirdum in het zuidwesten van Friesland. De 5 bemanningsleden kwamen daarbij om het leven. Vier bemanningsleden zijn hier begraven. Eén lid van de bemanning, sergeant Bell, werd op 19 november 1941 in de buurt van Lemmer gevonden en ligt op het erehof Lemmer.
Op 29 maart 1943 werd een Wellington-bommenwerper, de BJ 762 van het 426e Squadron, aangevallen door een Duitse nachtjager. De Wellington kwam terecht in de Sondelerleien, een natuurgebied nabij Sondel in Gaasterland. Drie leden van de bemanning kwamen daarbij om. Zij werden begraven op de algemene begraafplaats van Nijemirdum. De twee anderen werden krijgsgevangen gemaakt.

## Afbeeldingen

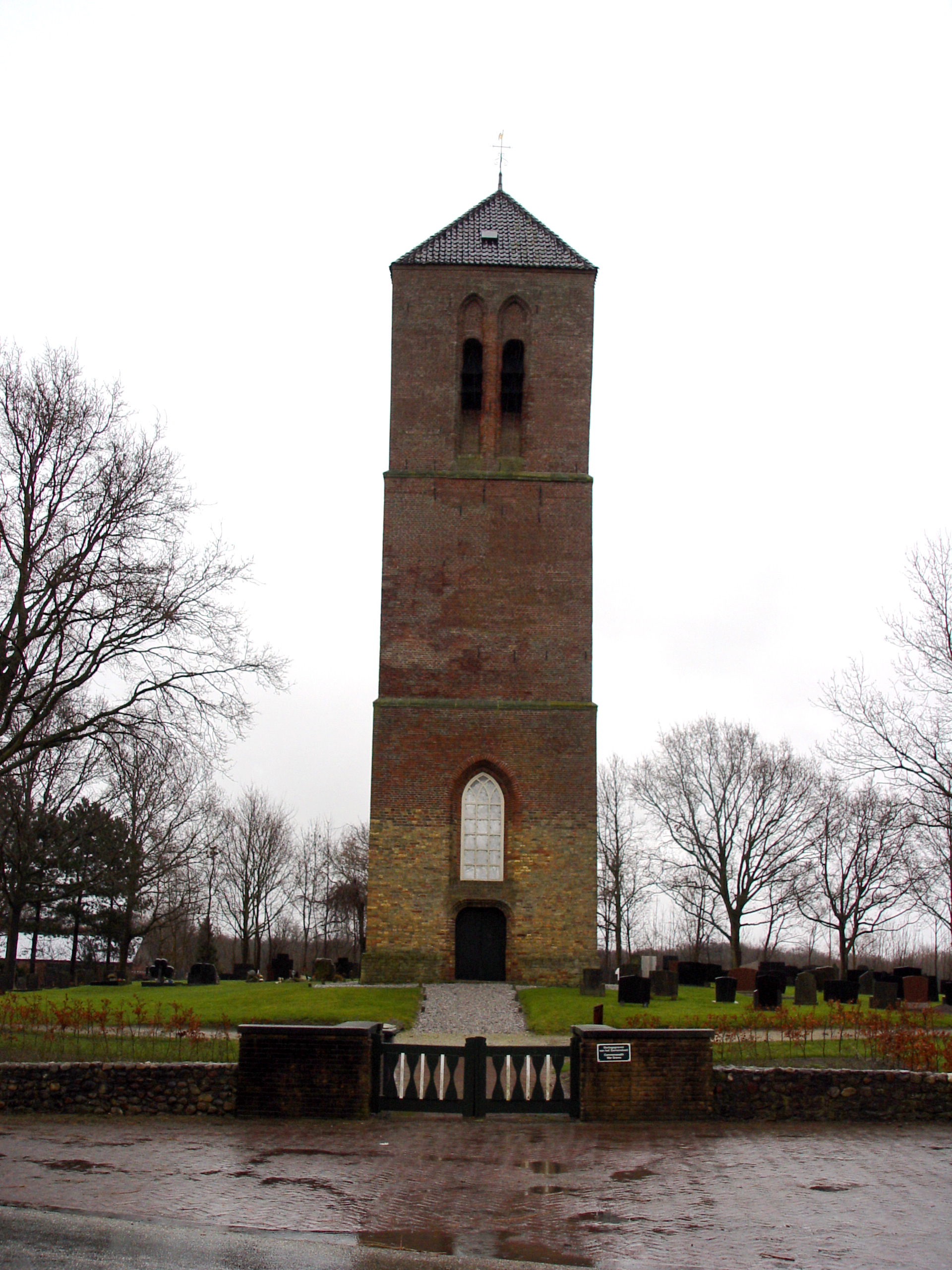
Toren en ingang van de begraafplaats